# Ildemar Alcântara
Ildemar Alcantara  (Soure, 17 de novembro de 1982) é um atleta brasileiro de artes marciais mistas  (MMA) e ex-atleta do UFC.

## Carreira no MMA

### Busca pelo Cinturão dos Médios do Jungle Fight
Com a saída de Marcelo Guimarães que era o campeão da categoria o Jungle decidiu realizar um GP para formar um novo campeão. E Contra o Baiano Eder Jones, atleta da Champion Team, em combate que foi válido pela primeira fase do grand prix da categoria peso médio o paraense Ildemar Marajó o derrotou por pontos e avançou no GP da categoria até 84 kg, em seguida enfrentou Ederson Cristian Macedo e venceu com uma Finalização que o credenciou a disputa na final, e então no Jungle Fight 47 se sagrou Campeão da Categoria ao derrotar Itamar Rosa com um belo Nocaute.

### Ultimate Fighting Championship
Ildemar Marajó foi contratado pelo UFC para substituir Roger Hollett contra Wagner Prado em 19 de Janeiro de 2013 no UFC on FX: Belfort vs. Bisping, em luta pela categoria dos meio pesados (até 93 kg), onde não desperdiçou a oportunidade e finalizou o "caldeirão". Inclusive recebeu a Finalização da noite, e um cheque de R$100 mil reais.
Marajó era esperado para enfrentar Jason High na categoria Meio Médio em 8 de Junho de 2013 no UFC on Fuel TV: Nogueira vs. Werdum. Porém, John Hathaway (que enfrentaria Erick Silva) se lesionou e o UFC colocou High para enfrentar Erick. Marajó enfrentou o estreante Leandro Silva.
Ildemar lutou contra o também brasileiro Igor Araújo em 9 de Outubro de 2013 no UFC Fight Night: Maia vs. Shields e perdeu por decisão unânime.
Ildemar enfrentou o estreante no UFC Albert Tumenov em 15 de Fevereiro de 2014 no UFC Fight Night: Machida vs. Mousasi. Ele venceu por decisão dividida.
Ildemar era esperado para enfrentar participante do TUF Brasil 2, Santiago Ponzinibbio em 5 de Julho de 2014 no UFC 175. Porém, uma lesão tirou Ponzinibbio do evento e ele enfrentou Kenny Robertson. Na luta, Marajó foi completamente dominado em todos os rounds, perdendo assim por decisão unânime.
Ildemar voltou aos Pesos Médios contra o também brasileiro Richardson Moreira em 31 de Janeiro de 2015 no UFC 183. Ganhando a luta por decisão dividida.
Alcântara enfrentou Kevin Casey em 15 de Julho de 2015 no UFC Fight Night: Mir vs. Duffee e foi derrotado por decisão unânime em uma luta morna.

### Carreira após o UFC
Ildemar Marajó retornou ao MMA após sua saída do Ultimate no evento The King of the Jungle Champioship 2 (KJC) na categoria meio-pesado, onde enfrentou o atual campeão, paraense, norte-nordeste e brasileiro de Muaythai pela CBMTT, Luiz Henrique 'Frankestein", perdendo por nocaute técnico no segundo round.

## Cartel no MMA
| Cartel no MMA   |             |             |
| 42 lutas        | 26 vitórias | 16 derrotas |
| Por nocaute     | 11          | 6           |
| Por finalização | 9           | 1           |
| Por decisão     | 6           | 9           |

| Res.    | Cartel | Oponente                   | Método                                  | Evento                                             | Data       | Round | Tempo | Local                          | Notas                                                       |
| ------- | ------ | -------------------------- | --------------------------------------- | -------------------------------------------------- | ---------- | ----- | ----- | ------------------------------ | ----------------------------------------------------------- |
| Derrota | 26–16  | Viktor Pešta               | Nocaute Técnico (socos)                 | OKTAGON 20                                         | 30/12/2020 | 1     | 4:06  | Brno                           |                                                             |
| Derrota | 26–15  | Jailton Junior             | Finalização (Katagatame)                | Thunder Fight 23                                   | 11/10/2020 | 1     | 4:49  | São Bernardo do Campo          |                                                             |
| Derrota | 26–14  | Laurynas Urbonavicius      | Decisão (unânime)                       | ARES FC 1                                          | 14/12/2019 | 3     | 5:00  | Dakar                          |                                                             |
| Vitória | 26–13  | Tyago Costa                | Finalização (triângulo)                 | South America Fighters Combat 1: Marajo vs. Borges | 16/12/2018 | 1     | 1:10  | Pará                           |                                                             |
| Vitória | 25–13  | Maico Machado              | Finalização (estrangulamento norte-sul) | Super Fight Brazil 1                               | 10/11/2018 | 2     | 1:24  | Piauí                          |                                                             |
| Vitória | 24–13  | Divino Gontijo             | Nocaute técnico (socos)                 | Champions Fight Combat 14                          | 08/09/2018 | 1     | 0:17  | Maranhão                       |                                                             |
| Vitória | 23–13  | Normando Cabral de Andrade | Finalização (anaconda)                  | World Kombat Challenge 48: WKC Apu Thai 2          | 04/08/2018 | 1     | 0:40  | Castanhal                      |                                                             |
| Derrota | 22–13  | Magomed Ismailov           | Nocaute Técnico (socos)                 | Fight Nights Global 85: Alikhanov vs. Kopylov      | 30/03/2018 | 1     | 3:41  | Moscou                         |                                                             |
| Vitória | 22–12  | Artur Alibulatov           | Decisão (dividida)                      | ProFC 64: Tibilov vs. Shvets                       | 24/12/2017 | 3     | 5:00  | Rostov-on-Don                  |                                                             |
| Derrota | 21–12  | Alexey Efremov             | Nocaute técnico (cotoveladas)           | World Fighting Championship Akhmat 42              | 27/09/2017 | 3     | 0:19  | Moscou                         |                                                             |
| Derrota | 21–11  | Beslan Ushukov             | Decisão (majoritária)                   | World Fighting Championship Akhmat 38              | 21/05/2017 | 3     | 5:00  | Grozny                         |                                                             |
| Derrota | 21–10  | Markus Perez               | Decisão (unânime)                       | Arzalet Fighting Globe Championship                | 10/02/2017 | 3     | 5:00  | São Paulo                      |                                                             |
| Derrota | 21-9   | Henrique da Silva          | Nocaute Técnico (socos)                 | KJC - The King of Jungle Championship 2            | 14/01/2016 | 2     | 4:55  | Belém, Pará                    | Retorno ao MMA após o UFC. Luta nos Meio Pesados.           |
| Derrota | 21-8   | Kevin Casey                | Decisão (unânime)                       | UFC Fight Night: Mir vs. Duffee                    | 15/07/2015 | 3     | 5:00  | San Diego, California          |                                                             |
| Vitória | 21-7   | Richardson Moreira         | Decisão (dividida)                      | UFC 183: Silva vs. Diaz                            | 31/01/2015 | 3     | 5:00  | Las Vegas, Nevada              | Volta aos Médios.                                           |
| Derrota | 20-7   | Kenny Robertson            | Decisão (unânime)                       | UFC 175: Weidman vs. Machida                       | 05/07/2014 | 3     | 5:00  | Las Vegas, Nevada              |                                                             |
| Vitória | 20-6   | Albert Tumenov             | Decisão (dividida)                      | UFC Fight Night: Machida vs. Mousasi               | 15/02/2014 | 3     | 5:00  | Jaraguá do Sul, Santa Catarina |                                                             |
| Derrota | 19-6   | Igor Araújo                | Decisão (unânime)                       | UFC Fight Night: Maia vs. Shields                  | 09/10/2013 | 3     | 5:00  | Barueri, São Paulo             |                                                             |
| Vitória | 19-5   | Leandro Silva              | Decisão (unânime)                       | UFC on Fuel TV: Nogueira vs. Werdum                | 08/06/2013 | 3     | 5:00  | Fortaleza, Ceará               | Desceu para os Meio Médios                                  |
| Vitória | 18-5   | Wagner Prado               | Finalização (chave de joelho)           | UFC on FX: Belfort vs. Bisping                     | 19/01/2013 | 2     | 2:39  | São Paulo                      | Estreia no UFC; Luta nos Meio Pesados; Finalização da Noite |
| Vitória | 17–5   | Itamar Rosa                | Nocaute Técnico (socos)                 | Jungle Fight 47                                    | 21/12/2012 | 1     | 0:27  | Rio de Janeiro                 | Ganhou o GP de Médios do Jungle Fight                       |
| Vitória | 16–5   | Ederson Cristian Macedo    | Finalização (chave de braço)            | Jungle Fight 44                                    | 27/11/2012 | 1     | 1:32  | Rio de Janeiro                 | 2ª Fase do GP de Médios do Jungle Fight                     |
| Vitória | 15–5   | Eder Jones                 | Decisão (dividida)                      | Jungle Fight 41                                    | 28/07/2012 | 3     | 5:00  | Itu, São Paulo                 | 1ª Fase do GP Médios do Jungle Fight                        |
| Vitória | 14–5   | Edilberto de Oliveira      | Nocaute (socos)                         | Jungle Fight 38                                    | 28/04/2012 | 1     | 3:02  | Belém, Pará                    |                                                             |
| Vitória | 13–5   | Giovanni Francisco         | Nocaute Técnico (joelhada e socos)      | Jungle Fight 35                                    | 17/12/2011 | 1     | 4:37  | Rio de Janeiro                 |                                                             |
| Vitória | 12–5   | Willians Santos            | Nocaute Técnico (interrupção médica)    | Jungle Fight 33                                    | 22/11/2011 | 1     | 2:04  | Rio de Janeiro                 |                                                             |
| Vitória | 11–5   | Richard Smith              | Finalização (mata leão)                 | Jungle Fight 30                                    | 30/07/2011 | 1     | 2:39  | Belém, Pará                    |                                                             |
| Derrota | 10–5   | Marcelo Guimarães          | Decisão (unânime)                       | Jungle Fight 28                                    | 21/05/2011 | 3     | 5:00  | Rio de Janeiro                 |                                                             |
| Vitória | 10–4   | Jackson Mora               | Nocaute Técnico (socos)                 | Jungle Fight 24                                    | 18/12/2010 | 1     | 4:37  | Rio de Janeiro                 |                                                             |
| Vitória | 9–4    | Jacob Quintana             | Nocaute (joelhada no corpo)             | Jungle Fight 23                                    | 30/11/2010 | 1     | 1:23  | Belém, Pará                    |                                                             |
| Vitória | 8–4    | Potcho Potcho              | Nocaute Técnico (socos)                 | IMC - Iron Man Championship 7                      | 07/11/2010 | 2     | 2:15  | Belém, Pará                    |                                                             |
| Vitória | 7–4    | Antonio Mendes             | Decisão (unânime)                       | AF - Amazon Fight 4                                | 13/08/2010 | 3     | 5:00  | Belém, Pará                    |                                                             |
| Derrota | 6–4    | Bruno Silva                | Nocaute Técnico (chutes na perna)       | IMC - Iron Man Championship 4                      | 20/12/2009 | 2     | 0:40  | Belém, Pará                    |                                                             |
| Vitória | 6–3    | Rogerio de Souza Gama      | Nocaute Técnico (socos)                 | BOF 2 - Belem Open Fight 2                         | 17/09/2009 | 1     | 3:11  | Belém, Pará                    |                                                             |
| Vitória | 5–3    | Beto Silva                 | Nocaute (socos)                         | SF - Super Fight                                   | 23/07/2009 | 2     | 3:17  | São Luís, Maranhão             |                                                             |
| Derrota | 4–3    | Geronimo dos Santos        | Nocaute Técnico (socos)                 | HB - Hiro Belém                                    | 21/04/2009 | 2     | 0:00  | Belém, Pará                    |                                                             |
| Vitória | 4–2    | Brian Maulany              | Finalização (chave de braço)            | Cage Fight Event - Rumble in the Jungle            | 21/12/2008 | 1     | 2:28  | Paramaribo                     |                                                             |
| Vitória | 3–2    | Junior Sumo                | Nocaute Técnico (socos)                 | RF - Round Fight 2                                 | 25/09/2008 | 1     | 2:20  | Belém, Pará                    |                                                             |
| Vitória | 2–2    | Maurilio de Souza da Silva | Finalização (chave de joelho)           | CVTM - Ceará Vale Tudo Meeting                     | 18/04/2007 | 3     | 2:31  | Fortaleza, Ceará               |                                                             |
| Derrota | 1–2    | Fábio Maldonado            | Decisão (unânime)                       | Predador FC 4 - Kamae                              | 25/01/2007 | 3     | 5:00  | Brasil                         |                                                             |
| Derrota | 1–1    | Luis Santos                | Decisão (unânime)                       | MCVT - Mega Combat Vale Tudo                       | 01/11/2005 | 3     | 5:00  | Belém, Pará                    |                                                             |
| Vitória | 1–0    | Luis Santos                | Finalização (triângulo)                 | IMVT - Iron Man Vale Tudo 7                        | 11/06/2005 | 2     | 4:51  | Macapá, Amapá                  |                                                             |